# Isla Fisher
Isla Lang Fisher (Masqat, 3 de febrer de 1976), coneguda com a Isla Fisher, és una actriu i escriptora australiana. Filla de pares escocesos, nascuda a Oman, es va traslladar a Austràlia als sis anys. Després d'aparèixer en comercials de televisió i en un episodi de Paradise Beach, va assumir el paper principal de Shannon Reed en la sèrie Home and Away (1994–97), obtenint dues nominacions als Logie Awards.
Va arribar a Hollywood amb un paper en la pel·lícula Scooby-Doo (2002); des de llavors ha aconseguit reconeixement internacional pels seus papers en les pel·lícules De boda en boda (2005), Dr. Seuss' Horton Hears a Who! (2008), Confessions of a Shopaholic (2009), Rang (2011), El gran Gatsby (2013), i Ara em veus (2013). Els seus altres crèdits cinematogràfics notables inclouen Estranyes coincidències (2004), The Lookout (2007), Definitely, Maybe (2008), Bachelorette (2012), Rise of the Guardians (2012), Keeping Up with the Joneses (2016), i Nocturnal Animals (2016). També va tenir una aparició durant nou episodis en la quarta temporada de Arrested Development (2013).
A més d'actuar, Fisher ha escrit dues novel·les per a adolescents i la sèrie de llibres Marge in Charge.

## Primers anys
Fisher va néixer a Masqat, Oman, filla de pares escocesos: Elspeth Reid i Brian Fisher. El seu pare treballava com a banquer a Oman per a l'Organització de les Nacions Unides. Quan tenia sis anys, Fisher i la seva família van tornar a la seva ciutat natal, Bathgate, Escòcia, i després a Perth, a l'oest d'Austràlia. Té quatre germans i ha dit que va tenir una "gran" educació a Perth amb una "vida molt divertida." Ha especificat que la seva "sensibilitat és australiana," que té una "actitud relaxada cap a la vida" i que sent que és "molt australiana." Es considera feminista. La seva mare i els seus germans viuen a Atenes (Grècia), mentre que el seu pare divideix el seu temps entre Frankfurt del Main (Alemanya) i Nicaragua. Fisher va assistir a l'Escola Primària Swanbourne i al Col·legi Metodista per a Senyoretes de Perth. Va aparèixer en papers principals en produccions escolars com Little Shop of Horrors. Als 21 anys, va assistir a L'École Internationale de Théâtre Jacques Lecoq, a París, on va estudiar cursos de pallasso, de mim i commedia dell'arte.

## Trajectòria
De 1994 a 1997, va exercir el paper de Shannon Reed en la popular telenovel·la australiana Inici i fora. Posteriorment Fisher, matriculada en un prestigiós teatre i en arts a l'escola de formació de París, va arribar a aparèixer en la Pantomima en el Regne Unit. També va viatjar amb Darren Day en les vacances d'estiu de música, i va aparèixer en l'obra de teatre anomenada Cosi, a Londres.
El 2002, Fisher va fer un paper de suport en la pel·lícula Scooby-Doo, interpretant a Mary Jane, l'enamorada de Shaggy Rogers. Després va tenir un paper menor en la pel·lícula de 2004 Estranyes coincidències, fent el paper de Heather. Després va interpretar a la fIlla d'un secretari d'Estat, personificat per Christopher Walken, en la pel·lícula De boda en boda, el seu paper més important fins al moment, juntament amb els actors Vince Vaughn i Owen Wilson. El 2005 va guanyar un MTV Movie Awards. El 2006 va interpretar a Becca en la pel·lícula London, juntament amb els actors Jessica Biel, Chris Evans i Jason Statham.
El 2007, Fisher va aparèixer a The Lookout, un thriller co-protagonitzat per Joseph Gordon-Levitt i Matthew Goode, i va actuar a Hot Rod, juntament amb Andy Samberg. Fisher va col·laborar a Els Simpson: la pel·lícula, encara que la seva aparició es va reduir en la versió final. El 2008 va protagonitzar la pel·lícula Wedding Daze, amb l'actor Jason Biggs, i a Definitely, Maybe. amb Ryan Reynolds, Elizabeth Banks i Abigail Breslin. Va prestar la seva veu per a la pel·lícula animada Dr. Seuss' Horton Hears a Who!. Fisher ha co-escrit un guió titulat Groupies amb Amy Poehler, així com un altre projecte titulat The Cookie Queen. Més recentment va protagonitzar la pel·lícula Confessions of a Shopaholic, on va interpretar a Rebecca Bloomwood, actuant juntament amb Hugh Dancy i Krysten Ritter.

## Vida personal

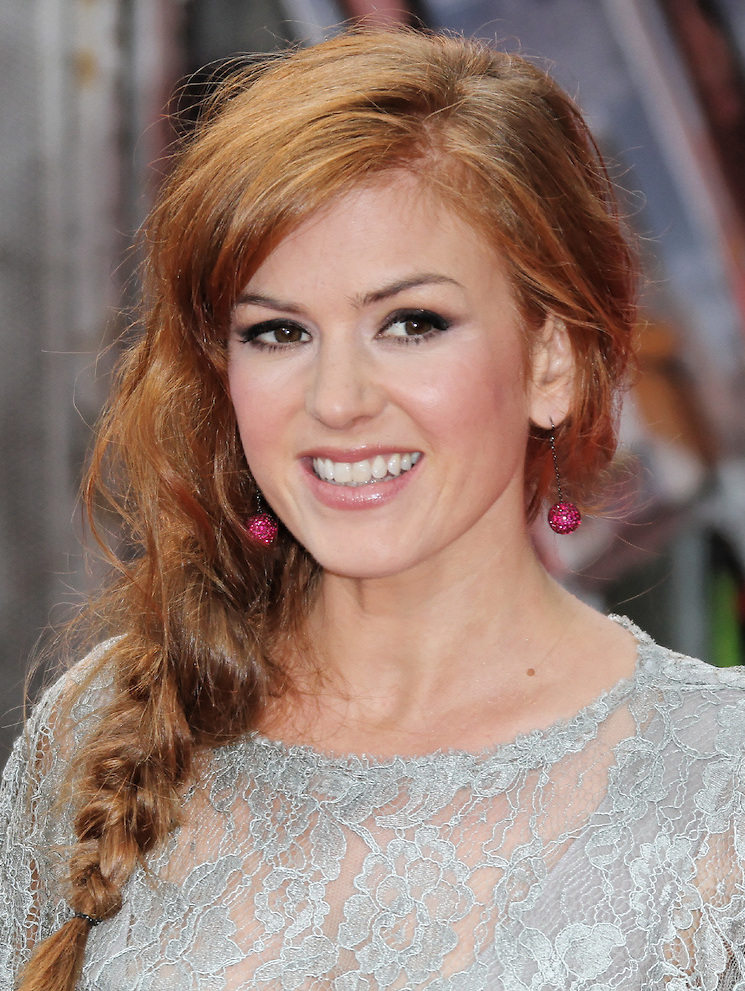
Fisher a l'estrena a Londres de The Dictator (2012)

### Família
Fisher va conèixer al comediant anglès Sacha Baron Cohen el 2002 en una festa a Sydney, Austràlia. La parella es va comprometre el 2004, i després es va casar el 15 de març de 2010, en una cerimònia jueva, a París, França. La parella té dues filles, Olive (2007) i Elula (2011), i un fill, Montgomery (2015). Resideixen a Londres i Los Angeles.

### Religió
Abans de casar-se, Fisher es va convertir al judaisme i va afirmar que "tindré unes noces jueves només per estar amb Sacha; faria qualsevol cosa—per canviar-me a qualsevol religió—per unir-me en matrimoni amb ell; tenim un futur en comú i ve la religió en segon lloc a l'amor en el que a nosaltres respecta." Va completar el seu canvi a principis de 2007, després de tres anys d'estudi. Va adoptar el nom hebreu Ayala (איילה), que significa "cérvol", i manté el Sàbat.

### Activisme
El 2014 i 2015, Fisher va donar les seves sabates signades per al Small Steps Project Celebrity Shoe Auction. Al desembre de 2015, Fisher i el seu espòs, Baron Cohen, van donar £335,000 (US$500,000) a Save the Children com a part d'un programa per vacunar a nens al nord de Síria contra el xarampió, i la mateixa quantitat per al Comitè de Rescat Internacional també ajudant als refugiats sirians.

## Filmografia
| Cinema    | Cinema                         | Cinema                    | Cinema         |
| Any       | Títol                          | Rol                       | Notes          |
| --------- | ------------------------------ | ------------------------- | -------------- |
| 1997      | Bum Magnet                     | Emma                      | Curtmetratge   |
| 1998      | Furnished Room                 | Jennie                    | Curtmetratge   |
| 2000      | Out of Depth                   | Noia australiana #1       |                |
| 2001      | Swimming Pool                  | Kim                       |                |
| 2002      | Dog Days                       | Bianca                    |                |
| 2002      | Scooby-Doo                     | Mary Jane                 |                |
| 2003      | The Wannabes                   | Kirsty                    |                |
| 2003      | Dallas 362                     | Pèl-roja                  |                |
| 2004      | Estranyes coincidències        | Heather                   |                |
| 2005      | De boda en boda                | Gloria Cleary             |                |
| 2005      | London                         | Rebecca                   |                |
| 2006      | Wedding Daze                   | Katie                     |                |
| 2007      | The Lookout                    | Luvlee                    |                |
| 2007      | Hot Rod                        | Denise                    |                |
| 2008      | Definitely, Maybe              | April                     |                |
| 2008      | Dr. Seuss' Horton Hears a Who! | Dra. Mary Lou Larue (veu) |                |
| 2009      | Confessions of a Shopaholic    | Rebecca Bloomwood         |                |
| 2010      | Burke and Hare                 | Ginny Hawkins             |                |
| 2011      | Rang                           | Beans (veu)               |                |
| 2012      | Bachelorette                   | Katie                     |                |
| 2012      | Rise of the Guardians          | Fada de les dents (veu)   |                |
| 2013      | El gran Gatsby                 | Myrtle Wilson             |                |
| 2013      | Ara em veus                    | Henley Reeves             |                |
| 2013      | Life of Crime                  | Melanie Ralston           |                |
| 2015      | Visions                        | Eveleigh                  |                |
| 2015      | Klovn Forever                  | Ella mateixa              | Cameo          |
| 2016      | Grimsby                        | Jodie Figgs               |                |
| 2016      | Keeping Up with the Joneses    | Karen Gaffney             |                |
| 2016      | Nocturnal Animals              | Laura Hastings            |                |
| 2018      | Tag                            | Anna Malloy               |                |
| 2018      | The Beach Bum                  | Minnie                    | Post-producció |
| Televisió |                                |                           |                |
| Any       | Títol                          | Rol                       | Notes          |
| 1993      | Bay Cove                       | Vanessa Walker            |                |
| 1993      | Paradise Beach                 | Robyn Devereaux Barsby    | 2 episodis     |
| 1994–97   | Home and Away                  | Shannon Reed              | 345 episodis   |
| 1999      | Oliver Twist                   | Bet                       | Miniserie      |
| 2000      | Sunburn                        | Woman                     | 1 episodi      |
| 2000      | Hearts and Bones               | Australian Barmaid        | 1 episodi      |
| 2001      | Attila                         | A prop                    | Miniserie      |
| 2002      | BeastMaster                    | Demon Manaka              | 1 episodi      |
| 2004      | Pilot Season                   | Butterfly                 | 1 episodi      |
| 2010      | Neighbors from Hell            | Sense nom (veu)           | 3 episodis     |
| 2011      | Bored to Death                 | Rose                      | 2 episodis     |
| 2013–18   | Arrested Development           | Rebel Alley               | 13 episodis    |
| 2015      | Sofia the First                | Button (veu)              | 2 episodis     |